# Cyrtandra grayi
Cyrtandra grayi är en tvåhjärtbladig växtart som beskrevs av Charles Baron Clarke. Cyrtandra grayi ingår i släktet Cyrtandra och familjen Gesneriaceae. Inga underarter finns listade i Catalogue of Life.